# Liste der Stolpersteine in Drensteinfurt
In der Liste der Stolpersteine in Drensteinfurt werden die vorhandenen Gedenksteine aufgeführt, die im Rahmen des Projektes Stolpersteine des Künstlers Gunter Demnig in Drensteinfurt bisher verlegt worden sind.

## Verlegte Stolpersteine
| Adresse                               | Name               | Inschrift | Verlegedatum                         | Bild                                                     | Anmerkung                                                                |
| ------------------------------------- | ------------------ | --- | ------------------------------------ | -------------------------------------------------------- | ------------------------------------------------------------------------ |
| Südwall 2 (Standort)                  | Helene Terhoch     | Hier wohnte Helene Terhoch Jg. 1903 deportiert 1941 Heirat im Ghetto Riga Helene Gerson 1944 KZ Stutthof Todesmarsch 1945 ermordet | Mai 2023 (Einweihung: 16. Juni 2023) |                                                          | geboren am 13. November 1903 in Drensteinfurt                            |
| Südwall 2 (Standort)                  | Emma Terhoch       | Hier wohnte Emma Terhoch Jg. 1901 deportiert 1941 Heirat im Ghetto Riga Emma Simon 1944 KZ Stutthof ermordet 3.1.1945              | Mai 2023 (Einweihung: 16. Juni 2023) |                                                          | geboren am 8. Juli 1901 in Drensteinfurt                                 |
| Südwall 5 (Standort)                  | Siegmund Salomon   | Hier wohnte Siegmund Salomon Jg. 1893 deportiert 1941 Riga tot 14.1.1945 Stutthof                                                  | 10. Dezember 2008                    | Stolperstein Drensteinfurt Südwall 5 Siegmund Salomon    | geboren am 20. Januar 1893 in Drensteinfurt                              |
| Südwall 5 (Standort)                  | Else Salomon       | Hier wohnte Else Salomon geb. Hartmann Jg. 1895 deportiert 1941 Riga tot Jan. 1945 Stutthof                                        | 10. Dezember 2008                    | Stolperstein Drensteinfurt Südwall 5 Else Salomon        | geboren am 5. April 1895 in Schlichtingsheim/Posen; heute: Szlichtyngowa |
| Südwall 5 (Standort)                  | Fanny Irma Salomon | Hier wohnte Fanny Irma Salomon Jg. 1929 deportiert 1941 Riga tot Jan. 1945 Stutthof                                                | 10. Dezember 2008                    | Stolperstein Drensteinfurt Südwall 5 Fanny Irma Salomon  | geboren am 1. April 1929 in Hövel                                        |
| Hammer Straße Ecke Südwall (Standort) | Johanna Salomon    | Hier wohnte Johanna Salomon geb. Samuel Jg. 1887 deportiert 1941 Riga ermordet 2.11.1943                                           | 10. Dezember 2008                    | Stolperstein Drensteinfurt Hammer Straße Johanna Salomon | geboren am 10. September 1887 in Drensteinfurt                           |
| Hammer Straße Ecke Südwall (Standort) | Frieda Salomon     | Hier wohnte Frieda Salomon Jg. 1922 deportiert 1941 Riga ermordet 2.11.1943                                                        | 10. Dezember 2008                    | Stolperstein Drensteinfurt Hammer Straße Frieda Salomon  | geboren am 10. Oktober 1922 in Drensteinfurt                             |
| Hammer Straße Ecke Südwall (Standort) | Jenny Seelig       | Hier wohnte Jenny Seelig geb. Levy Jg. 1912 deportiert 1941 Riga ermordet 31.12.1943 Auschwitz                                     | 10. Dezember 2008                    | Stolperstein Drensteinfurt Hammer Straße Jenny Seelig    | geboren am 2. Juni 1912 in Drensteinfurt                                 |
| Hammer Straße Ecke Südwall (Standort) | Rudolf Seelig      | Hier wohnte Rudolf Seelig Jg. 1910 deportiert 1941 Riga ermordet in Salaspils                                                      | 10. Dezember 2008                    | Stolperstein Drensteinfurt Hammer Straße Rudolf Seelig   | geboren am 14. Dezember 1910 in Homberg                                  |

## Stolpersteine andernorts mit Bezug auf Drensteinfurt
- Adolf Terhoch, geb. 1884 in Drensteinfurt
- Hugo Terhoch, geb. 1887 in Drensteinfurt